# Non è romantico? (film 2019)
Non è romantico? (Isn't It Romantic) è un film del 2019 diretto da Todd Strauss-Schulson e scritto da Erin Cardillo, Dana Fox e Katie Silberman. Il film vede la partecipazione di Rebel Wilson, Liam Hemsworth, Adam DeVine e Priyanka Chopra.

## Trama
Natalie, giovane architetta, lavora in uno studio in cui non viene valorizzata e lei stessa è convinta che il romanticismo non faccia per lei. Insieme a lei lavorano la sua collega Whitney, ossessionata dai film romantici, e Josh, suo migliore amico segretamente innamorato di lei che non riceve altro che rifiuti ai suoi tentativi di chiedere a Natalie di uscire insieme.
Dopo essere stata aggredita sulla metro e avere sbattuto la testa contro un palo mentre scappava, si sveglia con suo grande disappunto in un mondo in cui tutto intorno a lei si svolge come una commedia romantica: il mondo vive d'amore, ha un incontro letteralmente da film con il suo capo Blake, la sua casa è diventata meravigliosa e al lavoro lei è apprezzata.
Tuttavia, Natalie non desidera altro che tornare alla vecchia vita, disgustata da tanto romanticismo, e inizia ad assecondare le azioni romantiche convinta che, se avrà il suo finale da film, questa parentesi si concluderà.
Intanto Josh salva dallo strozzamento una modella, Isabella, e inizia ad uscire con lei. Ciò crea in Natalie dei dubbi sui suoi sentimenti e le instilla il pensiero che forse il suo finale deve avvenire con Josh e non con Blake, con cui ha ben poco in comune.
Josh e Isabella danno una festa nella casa di lei e il ragazzo rivela a Natalie che pensava che sarebbero stati insieme, avendo sempre provato dei sentimenti nei suoi confronti nonostante i rifiuti. Improvvisamente, Isabella e Josh rivelano ai loro invitati che quella è la loro festa di fidanzamento e che il giorno successivo si terranno le nozze.
Natalie allora accetta di amare Josh, scoprendo anche Blake che ruba i suoi progetti per il nuovo hotel. Corsa in chiesa per fermare il matrimonio, si rende conto che il suo finale non è quello di amare un'altra persona, ma di accettare di amare se stessa. Decide quindi di scappare rubando l'auto degli sposi, una Jaguar, ma va a sbattere contro un muro.
Risvegliatasi di nuovo nel suo mondo reale, Natalie prende consapevolezza delle sue capacità e di se stessa, si presenta al lavoro consegnando un progetto di valorizzazione dei garage di un albergo e dell'albergo stesso riscuotendo approvazione; decide così finalmente di uscire con Josh, baciandolo.

## Distribuzione
Il film è stato distribuito negli Stati Uniti il 13 febbraio 2019 dalla Warner Bros. Pictures e internazionalmente al di fuori degli Stati Uniti e del Canada da Netflix sulla sua piattaforma il 28 febbraio 2019.